# Latrunculia
Genre
Synonymes
- Microstylifer Vacelet, 1969

Latrunculia est un genre d'éponges de la famille Latrunculiidae. Les espèces de ce genre sont marines.
Des extraits d'une éponge de ce genre (Latrunculia austini prélevée en [Alaska) contiennent des molécules capables de lutter contre les cellules tumorales du cancer du pancréas qui est l’un des cancers les plus agressifs et les plus difficiles à soigner,.

## Liste des sous-genres
Selon World Register of Marine Species (26 mai 2016) :
- sous-genre Latrunculia (Biannulata) Samaai, Gibbons & Kelly, 2006
- sous-genre Latrunculia (Latrunculia) du Bocage, 1869

## Liste d'espèces
Selon World Register of Marine Species (26 mai 2016) :
- Latrunculia algoaensis Samaai, Janson & Kelly, 2012
- Latrunculia apicalis Ridley & Dendy, 1886
- Latrunculia austini Samaai, Gibbons & Kelly, 2006
- Latrunculia basalis Kirkpatrick, 1908
- Latrunculia biformis Kirkpatrick, 1908
- Latrunculia bocagei Ridley & Dendy, 1886
- Latrunculia brevis Ridley & Dendy, 1886
- Latrunculia ciruela Hajdu, Desqueyroux-Faúndez, Carvalho, Lôbo-Hajdu & Willenz, 2013
- Latrunculia citharistae Vacelet, 1969
- Latrunculia copihuensis Hajdu, Desqueyroux-Faúndez, Carvalho, Lôbo-Hajdu & Willenz, 2013
- Latrunculia cratera du Bocage, 1869
- Latrunculia crenulata Lévi, 1993
- Latrunculia duckworthi Alvarez, Bergquist & Battershill, 2002
- Latrunculia fiordensis Alvarez, Bergquist & Battershill, 2002
- Latrunculia gotzi Samaai, Janson & Kelly, 2012
- Latrunculia hospitalis Samaai, Gibbons & Kelly, 2006
- Latrunculia ikematsui Tanita, 1968
- Latrunculia janeirensis Cordonis, Moraes & Muricy, 2012
- Latrunculia kaakaariki Alvarez, Bergquist & Battershill, 2002
- Latrunculia kaikoura Alvarez, Bergquist & Battershill, 2002
- Latrunculia kerwathi Samaai, Janson & Kelly, 2012
- Latrunculia lunaviridis Samaai, Gibbons, Kelly & Davies-Coleman, 2003
- Latrunculia microacanthoxea Samaai, Gibbons, Kelly & Davies-Coleman, 2003
- Latrunculia millerae Alvarez, Bergquist & Battershill, 2002
- Latrunculia multirotalis Topsent, 1927
- Latrunculia novaecaledoniae Samaai, Gibbons & Kelly, 2006
- Latrunculia oparinae Samaai & Krasokhin, 2002
- Latrunculia oxydiscorhabda Alvarez, Bergquist & Battershill, 2002
- Latrunculia palmata Lévi, 1964
- Latrunculia procumbens Alvarez, Bergquist & Battershill, 2002
- Latrunculia purpurea Carter, 1881
- Latrunculia rugosa (Vacelet, 1969)
- Latrunculia sceptrellifera (Carter, 1887)
- Latrunculia spinispiraefera Brøndsted, 1924
- Latrunculia tetraverticillata Mothes, Campos, Eckert & Lerner, 2008
- Latrunculia tricincta Hentschel, 1929
- Latrunculia triloba (Schmidt, 1875)
- Latrunculia triverticillata Alvarez, Bergquist & Battershill, 2002
- Latrunculia velera Lehnert, Stone & Heimler, 2006
- Latrunculia verenae Hajdu, Desqueyroux-Faúndez, Carvalho, Lôbo-Hajdu & Willenz, 2013
- Latrunculia wellingtonensis Alvarez, Bergquist & Battershill, 2002
- Latrunculia yepayek Hajdu, Desqueyroux-Faúndez, Carvalho, Lôbo-Hajdu & Willenz, 2013